# Pontelongo
Pontelongo é uma comuna italiana da região do Vêneto, província de Pádua, com cerca de 3.773 habitantes. Estende-se por uma área de 10 km², tendo uma densidade populacional de 377 hab/km². Faz fronteira com Arzergrande, Bovolenta, Brugine, Candiana, Codevigo, Correzzola, Piove di Sacco.

## Demografia
| Variação demográfica do município entre 1861 e 2011                               |
|                                                                                   |
| Fonte: Istituto Nazionale di Statistica (ISTAT) - Elaboração gráfica da Wikipedia |